# 소보로
소보로(일본어: そぼろ/素朧)는 잘게 다진 쇠고기나 돼지고기, 닭고기 등 고기나 생선, 새우, 달걀 등을 양념해 국물이 없어질 때까지 볶은 일본 음식이다. 쌀밥에 올려 돈부리(일본식 덮밥)로 먹는다.